# Cristal Montañez
Cristal del Mar Montañez Arocha (Caracas; 8 de febrero de 1960) es una filántropa, activista, modelo y exreina de belleza venezolana ganadora del Miss Venezuela 1977, Montañez fue la representante oficial de Venezuela en el certamen de Miss Universo 1977 celebrado en Santo Domingo, República Dominicana, dónde entraría en el Top 12 de semifinalistas de la competencia.

## Vida personal
Nacida en Caracas capital de Venezuela, es hija de Manuel Montañez y Rita Arocha, naturales también de la ciudad de Caracas, posteriormente a su paso en concursos de belleza, se desempeñó como modelo, apareciendo en numerosas revistas, comerciales y campañas tanto a nivel nacional como internacional. Tuvo dos matrimonios: Hank Joslim, padre de sus hijos Gabriela Cristal y Hank, y actualmente se encuentra casada con George T. Baylor. Participa en Clinton Global Initiative, Global Philanthopists Circle y Salzburg Global Seminar (pobreza y desigualdad). Es miembro del Comité Internacional del Greater Houston Women Chamber of Commerce, del Comité de Asesoría Internacional de Women Powerful International y miembro honorario de la junta directiva del Programa de Microcrédito de la Universidad de St. Thomas. Vive en Houston, Texas, Estados Unidos. Fue incluida en la Lista de las 100 Personas más influyentes del Mundo en el año 2017 por su labor filántropa, Montañez se define políticamente como conservadora/republicana y apoya la gestión del presidente de los Estados Unidos Donald Trump.
El famoso "tío" Simón Díaz cuenta en su disco "cuenta y Canta volumen 2" que la canción "CRISTAL" es dedicada a Cristal Montañez quien de niña era amiga de sus hijos y él le dijo que seguro sería una reina de belleza cuando fuera grande y que cuando esto sucediera el le compondría una canción, llegando a interpretársela en televisión en vivo a Montañez en una oportunidad cuando era Miss Venezuela .